# 斑菱头蛛
斑菱头蛛（学名：Bianor maculatus）为跳蛛科菱头蛛属的动物。分布于越南、澳大利亚、萨摩亚群岛、新客里多尼亚以及中国大陆的湖南、广西、云南等地。
其种加词“maculatus”意为“有斑点、斑块、斑纹的”。